# Думбревень (Констанца)
Думбревень, Думбревені (рум. Dumbrăveni) — село у повіті Констанца в Румунії. Адміністративний центр комуни Думбревень.
Село розташоване на відстані 160 км на схід від Бухареста, 58 км на південний захід від Констанци.

## Населення
За даними перепису населення 2002 року у селі проживали 522 особи, з них 521 особа (99,8%) румунів. Рідною мовою 521 особа (99,8%) назвала румунську.